# تبدیل لورنتس
مختصات لورنتس (Lorentz transformation) در نسبیت خاص، تبدیلات لورنتس معادله‌هایی هستند که مختصه‌های فضایی و زمانی یک رویداد را از دید دو ناظر مختلف به هم تبدیل می‌کنند. یعنی اگر یک ناظر برای رویداد خاصی در فضا-زمان مختصه‌های مکانی {\displaystyle x} و {\displaystyle y} و {\displaystyle z} و زمان {\displaystyle t} را اندازه بگیرد، و ناظر دیگری (که در مکان دیگری واقع است و با سرعت خاصی نسبت به ناظر اول حرکت می‌کند) مختصه‌های {\displaystyle x'}،{\displaystyle y'}،{\displaystyle z'} و {\displaystyle t'} را برای همان رویداد اندازه بگیرد، تبدیلات لورنتس رابطهٔ بین این دو مختصات را بیان می‌کند.
پیش از نسبیت خاص، این کار با تبدیلات گالیله انجام می‌شد.اما نظریه نسبیت خاص نشان داد که قوانین ماکسول زمانی که تحت تبدیل گالیله قرار بگیرند دچار تناقض می شوند از این رو یا باید معادلات ماکسول را اشتباه تلقی کرد یا تبدیلات گالیله. اما انیشتین در اقدامی خلاقانه تبدیل لورنتس را جایگزین تبدیلات گالیله کرد که قوانین ماکسول در تبدیل لورنتس دچار تناقض نمی شوند و شکل صحیح خود را حفظ می کنند. تبدیلات لورنتس تا قبل از نظریه نسبیت خاص هیچ توجیه فیزیکی نداشتند تاکه برای اولین بار انیشتین با طرح نسبی بودن زمان  ، تبدیلات گالیله ایی را نقض کرد و سپس مکانیک را تحت تبدیل لورنتس تصحیح کرد. تبدیلات گالیله در سرعتهای زیاد (نزدیک به سرعت نور) با مشکل مواجه می‌شوند و باید با تبدیلات لورنتس جایگزین شوند. اگرچه، در سرعت‌های کم (کم نسبت به سرعت نور)، یعنی در بیشتر کاربردهای روزمره، تبدیلات گالیله تقریباً نتایج مشابهی با تبدیلات لورنتس دارند.

## شکل تبدیلات لورنتس
ساده‌ترین شکل تبدیلات لورنتس مربوط به حالتی است که دو دستگاه {\displaystyle S} و {\displaystyle S'} نسبت به هم فقط «خیز» (boost) داشته باشند؛ یعنی دستگاه {\displaystyle S'} با سرعت {\displaystyle v} نسبت به دستگاه {\displaystyle S} حرکت کند و سرعت {\displaystyle v} در راستای محور {\displaystyle x'} باشد و محورهای دو دستگاه در لحظهٔ {\displaystyle t=t'=0} برهم منطبق باشند. تبدیلات لورنتس در این حالت عبارت‌اند از:
{\displaystyle x'={\frac {x-vt}{\sqrt {1-{\frac {v^{2}}{c^{2}}}}}}}
{\displaystyle y'=y\,}
{\displaystyle z'=z\,}
{\displaystyle t'={\frac {t-{\frac {v}{c^{2}}}x}{\sqrt {1-{\frac {v^{2}}{c^{2}}}}}}}
با معرفی کمیت سودمندی به نام {\displaystyle \gamma } (گاما) می‌توان تبدیلات لورنتس را به شکل ساده‌تری نوشت:
{\displaystyle \gamma ={\frac {1}{\sqrt {1-{\frac {v^{2}}{c^{2}}}}}}}
{\displaystyle x'=\gamma (x-vt)\,}
{\displaystyle y'=y\,}
{\displaystyle z'=z\,}
{\displaystyle t'=\gamma (t-{\frac {v}{c^{2}}}x)}
در حالت کلی شکل تبدیلات لورنتس پیچیده‌تر می‌شود. برای نمایش تبدیلات لورنتس در حالت کلی، از گروه لورنتس استفاده می‌شود.